# Valailles
 Valailles  là một xã thuộc tỉnh Eure trong vùng Normandie miền bắc nước Pháp.

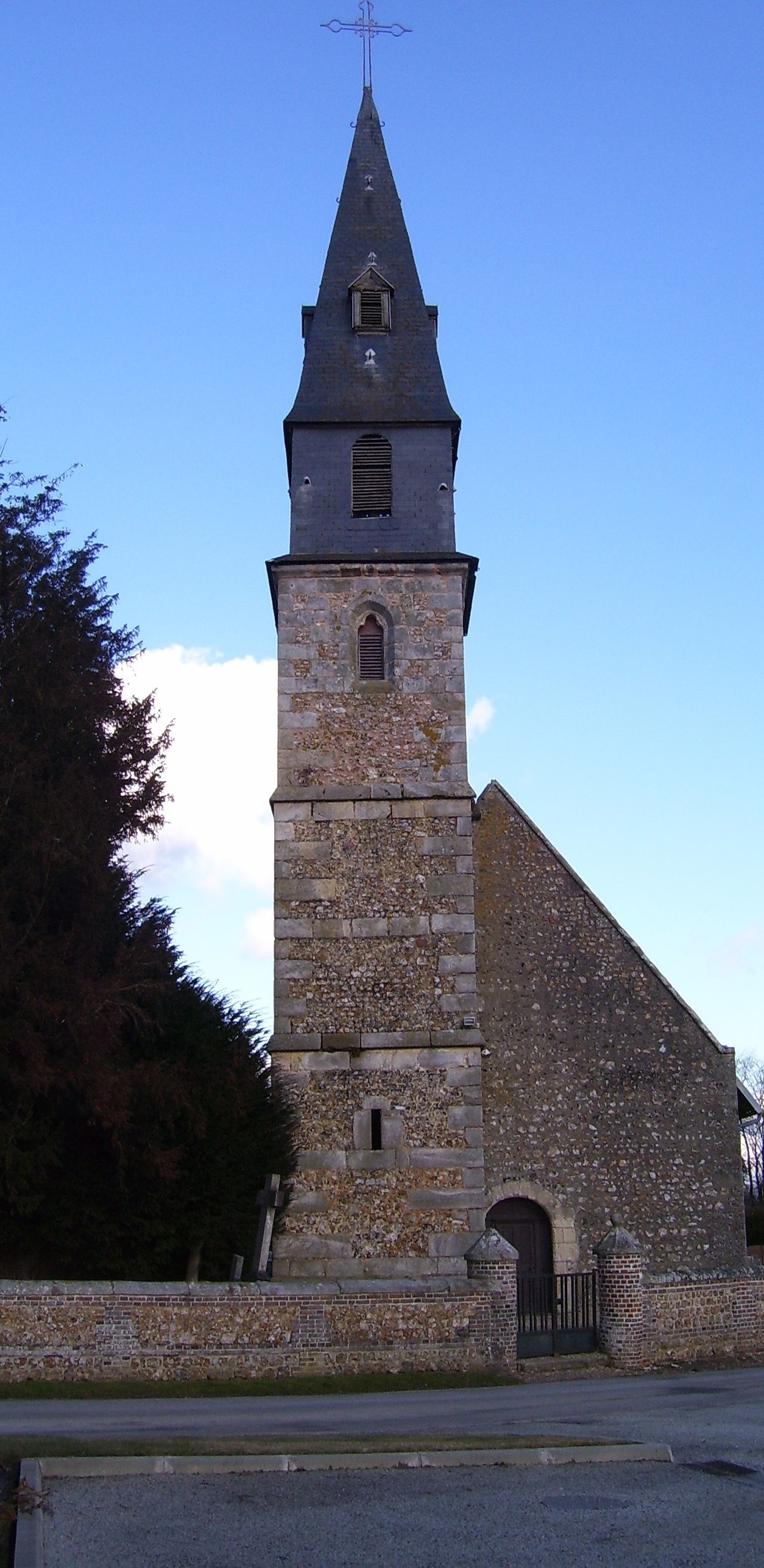
Saint-Pierre-Church in Valailles, nave built in the 11th century.